# Tara, Saga
Tara (太良町 Tara-chō) là thị trấn thuộc huyện Fujitsu, tỉnh Saga, Nhật Bản. Tính đến ngày 1 tháng 10 năm 2020, dân số ước tính thị trấn là 8.121 người và mật độ dân số là 110 người/km2. Tổng diện tích thị trấn là 74,30 km2.